# Yuki Kozo
Kozo Yuki (sinh ngày 23 tháng 1 năm 1979) là một cầu thủ bóng đá người Nhật Bản.

## Sự nghiệp câu lạc bộ
Kozo Yuki đã từng chơi cho JEF United Chiba, Sanfrecce Hiroshima và Fortuna Düsseldorf.